# Arie (voornaam)
Arie is een voornaam voor jongens, die is afgeleid van Adriaan
Personen met de naam Arie:
- Arie Haan, een Nederlands voetballer
- Arie Luyendyk, een Nederlands autocoureur
- Arie Maasland, een Nederlands componist en musicus
- Arie Boomsma, een Nederlands televisiepresentator
- Arie Slob, Nederlandse politicus voor de ChristenUnie
- Arie de Graaf, voormalig Nederlands politicus voor de Partij van de Arbeid

- Arie
- Arie-Hendrik Rooimans
- Arie & Silvester
- Arie (A.) van de Graaf
- Arie (beeld)
- Arie (schip, 1917)
- Arie (voornaam
- Arie (voornaam)
- Arie Aalberts
- Arie Abbenes
- Arie Addicks
- Arie Adriaan van Rhijn
- Arie Altena
- Arie Andries Kruithof
- Arie Baars
- Arie Bakker
- Arie Bastiaan van Brakel
- Arie Berends
- Arie Berkulin
- Arie Bestebreurtje
- Arie Biemondstraat 105-111
- Arie Bieshaar
- Arie Bijl
- Arie Bijvoet
- Arie Blanken
- Arie Boomsma
- Arie Bos
- Arie Christiaan Kros
- Arie Colijn
- Arie Cornelis Kruseman
- Arie Cornelis Provily
- Arie Cornelis de Wilde
- Arie Didericus Heederik
- Arie Dirk Bestebreurtje
- Arie Duijvestijn
- Arie Eikelboom
- Arie Elpert
- Arie Engel Koomen
- Arie Epskamp
- Arie Frederik Nelis Lekkerkerker
- Arie Griffioen
- Arie Groenevelt
- Arie Haan
- Arie Haanbrug
- Arie Halsema
- Arie Haspels
- Arie Hassink
- Arie Heederik
- Arie Heijkoop
- Arie Huijser
- Arie IJzerman
- Arie J. Keijzer
- Arie Jacobus de Mare
- Arie Jan Haagen-Smit
- Arie Johannes Lamme
- Arie Johannes de Kruijff
- Arie Johannes de Kruyff
- Arie Jonker
- Arie Kaan
- Arie Kampman
- Arie Kater
- Arie Keijzer
- Arie Keppler
- Arie Ketting de Koningh
- Arie Kievit
- Arie Kievit (fotograaf)
- Arie Kievit (politicus)
- Arie Klaase
- Arie Klapwijk
- Arie Kleijwegt
- Arie Kleywegt
- Arie Kloostra
- Arie Koetsier
- Arie Koomen
- Arie Kortlever
- Arie Kosto
- Arie Kuijper
- Arie Kuiper
- Arie Lamme
- Arie Lems
- Arie Lips
- Arie Loef
- Arie Lokker
- Arie Lopikerwaard
- Arie Luijendijk
- Arie Luyendijk
- Arie Luyendijk junior
- Arie Luyendyk
- Arie Luyendyk Jr.
- Arie Luyendyk jr.
- Arie Maasland
- Arie Martinus Luijt
- Arie Martinus de Boo
- Arie Meerburg
- Arie Minderhoud
- Arie Moonen
- Arie Mooy
- Arie Mout
- Arie Nederlof
- Arie Nicolaas Jan den Hollander
- Arie Noordergraaf
- Arie Oostlander
- Arie Pais
- Arie Passchier
- Arie Peters
- Arie Pieneman
- Arie Pieter Minderhoud
- Arie Pronk
- Arie Querido
- Arie Ribbens
- Arie Rijk van Loon
- Arie Ringnalda
- Arie Rip
- Arie Romijn
- Arie Rustenburg
- Arie Schans
- Arie Scheygrond
- Arie Schippers
- Arie Schuijer
- Arie Selinger
- Arie Slob
- Arie Smit
- Arie Smit (1845)
- Arie Smit (politicus)
- Arie Smit (schilder)
- Arie Smit (voetballer)
- Arie Stahlie
- Arie Stehouwer
- Arie Stoppelenburg
- Arie Storm
- Arie Stramrood
- Arie Taal
- Arie Teeuwisse
- Arie Teunissen
- Arie Theodorus van Deursen
- Arie Timmer
- Arie Van Der Beek
- Arie Van Lysebeth
- Arie Van de Moortel
- Arie Vergunst
- Arie Verheul Az.
- Arie Verkuijl
- Arie Verkuyl
- Arie Vermeer
- Arie Vermeulen
- Arie Verrips
- Arie Versluis
- Arie Visser
- Arie Visser (1826-1896)
- Arie Visser (1944-1997)
- Arie Visser (boot)
- Arie Visser (schip, 1999)
- Arie Visser (type reddingboot KNRM)
- Arie Visser (type reddingsboot)
- Arie Vooren
- Arie Vos
- Arie Vosbergen
- Arie Vuyk
- Arie Willem IJzerman
- Arie Willem Lips
- Arie Wink
- Arie Wolter Willemsen
- Arie Zuidersma
- Arie de Boo
- Arie de Froe
- Arie de Geus
- Arie de Geus (1788-1849)
- Arie de Graaf
- Arie de Graaf (PvdA)
- Arie de Graaf (politicus)
- Arie de Jong
- Arie de Jong (Volapükist)
- Arie de Jong (arts)
- Arie de Jong (politicus)
- Arie de Jong (politieker)
- Arie de Jong (schermer)
- Arie de Keyzer
- Arie de Munnik
- Arie de Oude
- Arie de Vogel
- Arie de Vroet
- Arie de Wild
- Arie de Winter
- Arie de Wit
- Arie de Wit (voetballer, 1935)
- Arie de Zeeuw
- Arie den Arend
- Arie den Hartog
- Arie den Hartog (burgemeester)
- Arie den Hartog (wielrenner)
- Arie den Oude
- Arie den Toom
- Arie en Silvester
- Arie en Sylvester
- Arie luyendyk junior
- Arie van Beek
- Arie van Deursen
- Arie van Dienst
- Arie van Driel
- Arie van Eijden
- Arie van Erk
- Arie van Geest
- Arie van Gemert
- Arie van Gent
- Arie van Gent (burgemeester)
- Arie van Harten
- Arie van Hengel
- Arie van Heteren
- Arie van Houwelingen
- Arie van Leeuwen
- Arie van Lent
- Arie van Lieshout
- Arie van Lysebeth
- Arie van Meijgaard
- Arie van Mever
- Arie van Namen
- Arie van Oosten
- Arie van Os
- Arie van Soest
- Arie van Staveren
- Arie van Veen
- Arie van Veen (1871-1928)
- Arie van Vliet
- Arie van Wetten
- Arie van de Bunt
- Arie van de Graaff
- Arie van den Berg
- Arie van den Berg (beeldhouwer)
- Arie van den Berg (dichter)
- Arie van den Berg (schrijver)
- Arie van den Beukel
- Arie van den Brand
- Arie van der Beek
- Arie van der Hek
- Arie van der Krogt
- Arie van der Lee
- Arie van der Lee (beeldhouwer)
- Arie van der Lee (burgemeester)
- Arie van der Linden
- Arie van der Lugt
- Arie van der Oord
- Arie van der Pluym
- Arie van der Stel
- Arie van der Valk
- Arie van der Veer
- Arie van der Vlis
- Arie van der Zwan
- Arie wolter willemsen
- Arief Salarbaks
- Ariege
- Ariegeois
- Arieh Ben-Naim
- Arieh Warshel
- Ariekanerpeton
- Ariel
- Ariel's Greeting Grotto
- Ariel's Grotto
- Ariel (Shakespeare)
- Ariel (auto)
- Ariel (automerk)
- Ariel (film)
- Ariel (filmprijs)
- Ariel (maan)
- Ariel (motorfiets)
- Ariel (voornaam)
- Ariel Atkins
- Ariel Atom
- Ariel Behar
- Ariel Borysiuk
- Ariel Canete
- Ariel Castro
- Ariel Cañete
- Ariel Durant
- Ariel Graziani
- Ariel Harush
- Ariel Hernández
- Ariel Ibagaza
- Ariel Jacobs
- Ariel Levy
- Ariel Martinez
- Ariel Martínez
- Ariel Ortega
- Ariel Pink
- Ariel Ramirez
- Ariel Ramírez
- Ariel Rebel
- Ariel Rodriguez
- Ariel Rodríguez
- Ariel Rosada
- Ariel Scheinermann
- Ariel Sharon
- Ariel Sietses
- Ariel Simmons
- Ariel Sjaron
- Ariel Square Four
- Ariel University
- Ariel Winter
- Ariel Ze'evi
- Ariel Zeevi
- Ariel voor beste film
- Arielia
- Arielia cancellata
- Ariella Eriks
- Arielle Gold
- Arielle Kebbel
- Arielli
- Arielulus
- Arielulus aureocollaris
- Arielulus circumdatus
- Arielulus cuprosus
- Arielulus societatis
- Arielulus torquatus
- Arien
- Arien-aan-de-Leie
- Arien (personage)
- Arien Bosch
- Arien Pietersma
- Arien Van Weesenbeek
- Arien aan de Leie
- Arien van Weesenbeek
- Ariens Award
- Ariens Kappers Medal
- Ariens Kappers Prize
- Arienskonvikt
- Arienzo
- Arier
- Arierang
- Ariers
- Arierverklaring
- Aries
- Aries-Espenan
- Aries-Espénan
- Aries Merritt
- Aries Nanning Dijkhuizen
- Arieseni
- Ariete
- Ariete (doorverwijspagina)
- Arietellus aculeatus
- Arietellus acutus
- Arietellus armatus
- Arietellus bispinatus
- Arietellus giesbrechti
- Arietellus indicus
- Arietellus major
- Arietellus minor